# Lou Christian Menezes
Lou Christian Menezes (1943-) es una botánica, y taxónoma brasileña, prolífica identificadora y clasificadora de más de 220 especies de la familia Orchidaceae.

## Algunas publicaciones

### Libros
- 1987. Cattleya labiata Lindley: orquídeas brasileiras. Ed. Expressão e Cultura. 112 pp. ISBN 8520800955

### Capítulos de libros
- Menezes, l.c.; g.j. Braem. 1994. Nomenclature. En L. C. Menezes, Cattleya warneri: 37-41

## Honores

### Epónimos
- (Combretaceae) Terminalia menezesii Mendes & Exell[1]

- La abreviatura «L.C.Menezes» se emplea para indicar a Lou Christian Menezes como autoridad en la descripción y clasificación científica de los vegetales.[2]